# مایکل مولر (بازیکن فوتبال، زاده ۱۹۸۹)
مایکل مولر (انگلیسی: Michael Müller؛ زادهٔ ۱۶ اوت ۱۹۸۹) بازیکن فوتبال اهل آلمان است.
از باشگاه‌هایی که در آن بازی کرده‌است می‌توان به باشگاه فوتبال زاربروکن، باشگاه فوتبال فرایبورگ، و باشگاه فوتبال وولفسبورگ اشاره کرد.